# Comisión Ortúzar
La Comisión de Estudios de la Nueva Constitución Política de la República de Chile, o más conocida como Comisión Ortúzar, fue un organismo establecido en 1973 por la Junta Militar de Gobierno que regía el país durante la dictadura militar del general Augusto Pinochet, tras el golpe al presidente Salvador Allende, que tuvo por finalidad preparar el anteproyecto de la Constitución de 1980. Sesionó entre el 24 de septiembre de 1973 y el 5 de octubre de 1978.

## Integrantes
La denominación de «Comisión Ortúzar» se debe a su presidente, Enrique Ortúzar Escobar, quien anteriormente se desempeñó como ministro de Justicia y de Relaciones Exteriores durante el gobierno de Jorge Alessandri.
Integraron también la comisión:
- Rafael Eyzaguirre Echeverría (secretario)
- Sergio Diez Urzúa.
- Enrique Evans de la Cuadra.
- Jaime Guzmán Errázuriz.
- Gustavo Lorca Rojas.
- Jorge Ovalle Quiroz.
- Alejandro Silva Bascuñán.
- Alicia Romo Román.
- Raúl Gormaz Molina.

Enrique Evans y Alejandro Silva renunciaron el 16 y 22 de marzo de 1977, respectivamente. El 24 de mayo del mismo año también lo hizo Jorge Ovalle. En su reemplazo ingresaron el 9 de junio del mismo año:
- Luz Bulnes Aldunate.
- Raúl Bertelsen Repetto.
- Juan de Dios Carmona.

## Naturaleza
A pesar de lo que se dice usualmente, la Comisión Ortúzar no fue una comisión constituyente ni redactó la Constitución de 1980, sino que se limitó a elaborar un anteproyecto que, posteriormente, fue objeto de revisión por el Consejo de Estado y la Junta de Gobierno, antes de ser formalmente sometido a la aprobación popular mediante un plebiscito.
Es innegable, sin embargo, la importancia que tuvo la discusión de la Comisión Ortúzar para el texto definitivo de la Constitución de 1980. Aunque varias de las propuestas de los comisionados no fueron acogidas por el Consejo de Estado y la Junta de Gobierno, la mayor parte del texto de la nueva Constitución fue analizado y comentado en la Comisión.